# Globaler Wandel
Unter dem Begriff globaler Wandel werden verschiedene globale Veränderungsprozesse zusammengefasst, die sich zu einem erheblichen Teil gegenseitig beeinflussen.
Dazu gehören insbesondere:
- globale Umweltveränderungen wie die globale Erwärmung, Entwaldung, steigende Müllmengen (herausragendes Symptom Plastikmüll in den Ozeanen), der Verlust der Biodiversität, die Versauerung der Meere, die Ausbreitung von Wüsten oder die Umwandlung von Wäldern und Steppen in Agrarflächen.

- die Auswirkungen der Globalisierung sowie

- die demographischen Veränderungen auf der Erde (Bevölkerungswachstum, Alterung, Migration).

## Forschung zum globalen Wandel
Forschung zum globalen Wandel beinhaltet unter anderem:
- Landnutzungssysteme unter Einfluss des Klimawandels
- Wassermanagementoptionen im Zuge zukünftiger Nutzeransprüche
- Nachhaltiger Umgang mit ökosystemaren Dienstleistungen
- Zukünftige Energiekonzepte
- Kohlenstoffmanagementkonzepte
- Urbane Entwicklungskonzepte
- Veränderungen der Ozeane
- Küstenschutz und Küstenzonenmanagement
- Vermeidungs- und Anpassungsstrategien im Hinblick auf sich ändernde Klimabedingungen

Die Forschung zum globalen Wandel ist meist anwendungsorientiert und interdisziplinär.

### Deutschland und Europa
Die Forschung zum globalen Wandel wurde in Deutschland unter anderem durch das Nationale Komitee für Global Change Forschung (NKGCF) koordiniert, welches sich im März 2013 aufgelöst hat. Anstelle dessen wurde Anfang 2013 das Deutsche Komitee für Nachhaltigkeitsforschung in Future Earth (German Committee Future Earth) durch die Deutsche Forschungsgemeinschaft (DFG) ins Leben gerufen. Das Komitee agiert als nationale Kontaktstelle zur internationalen Zusammenarbeit sowie als deutsches Beratungsgremium und Forum.
Im Jahr 2008 wurde der Verbund European Alliance of Global Change Research Committees durch die nationalen Komitees der internationalen Global Environmental Change Programme ins Leben gerufen.

### International
Um die Forschung zum globalen Wandel auf globaler Ebene koordiniert anzugehen, wurden vor rund 15 Jahren vier internationale Global Environmental Change (GEC) Programme etabliert:
- das International Human Dimensions Programme[5] mit Schwerpunkt auf sozial- und politikwissenschaftliche Interessen, Kommunikation und Capacity Building,
- das International Geo-Biosphere Programme[6] mit Schwerpunkt auf biogeochemische Prozesse und Interaktionen,
- das World Climate Research Programme[7] mit Schwerpunkt in Klimasystem-Verständnis und Klimaprojektion, und
- das Diversitas-International[8] mit Schwerpunkt im Bereich Biodiversitätsforschung und Science Policy Dialogue.

Die internationale Forschung zum globalen Wandel vollzieht heute einen Paradigmenwechsel von einer vorwiegend auf das Verständnis des Erdsystems ausgerichteten Forschung zu einer Forschung, die mehr auf die Lösung von Problemen der Nachhaltigkeit ausgerichtet ist. Diese neue Schwerpunktsetzung wird auch eine Veränderung der internationalen Strukturen hervorrufen. Das neue internationale Forschungsprogramm „Future Earth: research for global sustainability“ wurde 2015 etabliert.

## Studiengänge
In den letzten Jahren wurden immer mehr Studiengänge zum Themenkomplex „globaler Wandel“ eingerichtet:
- Masterstudiengang „Global Change Ecology (GCE)“ an der Universität Bayreuth beschäftigt sich mit allen oben genannten Teilgebieten, hat aber einen Schwerpunkt auf Umweltveränderungen und deren Einfluss auf die Menschen.[11]
- Masterstudiengang „Global Change Management (GCM)“ an der FH Eberswalde
- Masterstudiengang „Geographie des Globalen Wandels“ an der Universität Freiburg[12]
- Masterstudiengang „International Area Studies - Global Change Geography“ an der Martin-Luther-Universität Halle-Wittenberg[13]
- Masterstudiengang „Globaler Wandel – regionale Nachhaltigkeit“ an der Universität Innsbruck
- Masterstudiengang „Wasserwirtschaft im globalen Wandel“ an der Ostfalia Hochschule, Campus Suderburg[14]
- Masterstudiengang „Global Studies“ an der Karl-Franzens Universität Graz[15]